# Schwarze Ernz
Die Schwarze Ernz (französisch Ernz noire, luxemburgisch Schwaarz Iernz) ist ein Bach in Luxemburg mit einer Länge von ca. 25 km. Sie entspringt südlich von Grünewald und mündet in Grundhof von rechts in die Sauer.

## Name
Der Fluss wird in den Jahren 876–77 als Arantia schriftlich erwähnt. Möglicherweise leitet sich der Name von der urindogermanischen Wurzel *h²er- für 'sich (zusammen)fügen' ab.

## Geographie

### Verlauf
Die Schwarze Ernz entspringt im Grünewald und wird aus dem Zusammenfluss der beiden Bäche Kriipsebaach und Iensterbaach gebildet. Die beiden Bäche vereinigen sich in Gonderingen und die Schwarze Ernz trägt ab hier ihren Namen. Die Vereinigung beider Bäche erfolgt in der „Rue de la Gare“, der Bahnhofstraße, zwischen dem fünften und sechsten Haus. Der kleine Fluss meandriert in einer Wiesenlandschaft in Richtung Junglinster. Im weiteren Verlauf wurde die Schwarze Ernz kanalisiert und ist erst ab dem Altersheim in Junglinster zu sehen. Der Bach umrundet das Waldgebiet Béleboesch von Osten bis zur Ortschaft Blumenthal, wo auch der Mullerthal Trail beginnt. Die Schwarze Ernz bildete und durchfließt ab hier das Müllerthal, das als Kleine Luxemburger Schweiz bekannt ist. Dort stürzt sich die Schwarze Ernz eine Geländekante in den Schiessentümpel hinunter. Der Wasserfall ist der höchste des Landes und gleichzeitig eine wichtige touristische Attraktion in Luxemburg. Die Schwarze Ernz fließt weiter durch das Schutzgebiet mit eigenwilligen Felsformationen. Der Fluss führt im weiteren Verlauf an der „Vugelsmillen“, einer alten Mühle, vorbei bis nach Grundhof, wo er in die Sauer mündet.

### Zuflüsse
- Azebaach
- Bëlleger Baach
- Ellbich
- Geizebaach
- Gluedbaach
- Halerbaach
- Ruelzbech
- Heesterbaach
- Iernsterbaach
- Kesselecksbaach
- Konsdreferbaach
- Kriibsebaach
- Laaschbaach
- Mandelbaach
- Wanterbaach

## Vorgeschichte
In Flussnähe wurde der Loschbour-Mann gefunden.